# Sinbad: Huyền thoại 7 Đại Dương
Sinbad: Legend of the Seven Seas (tựa tiếng Việt là Sinbad: Huyền thoại 7 Đại Dương) là bộ phim hoạt hình 2D cuối cùng của hãng DreamWorks, được làm vào năm 2003. Phim kể về chuyến phiêu lưu của chàng thủy thủ Sinbad, Brad Pitt sẽ lồng tiếng cho nhân vật chính này.

## Nội dung
Sau một chuyến phiêu lưu dài, Sinbad trở về vương quốc của hoàng tử Proteus (vốn là bạn thân của anh từ thuở nhỏ) nhưng lại bị nhiều người dân trong vương quốc vu cho tội ăn cắp Quyển Sách Hòa Bình thần kỳ của họ, thực ra người ăn cắp quyển sách đó chính là Nữ thần Xung Đột Eris. Sinbad có 10 ngày để đi tìm nữ thần Eris để lấy lại quyển sách, nếu lấy không được hoặc không về sau 10 ngày thì bạn thân của anh là hoàng tử Proteus phải chết thay cho anh, điều đặc biệt là có một vị hôn thê xinh đẹp của Proteus là Marina đã lẻn lên thuyền của Sinbad để theo dõi anh có đi tìm Eris thật không hay là bỏ trốn.

## Diễn viên lồng tiếng
- Brad Pitt - Sinbad
- Catherine Zeta-Jones - Marina
- Michelle Pfeiffer - Nữ thần Xung Đột Eris
- Joseph Fiennes - Hoàng tử Proteus
- Dennis Haysbert - Kale
- Adriano Giannini - Rat
- Timothy West - Vua Dymas
- Jim Cummings - Luca
- Frank Welker - Chú chó Spike